# Nymphalis mesoides-brunnea
Nymphalis mesoides-brunnea är en fjärilsart som beskrevs av Reuss 1911. Nymphalis mesoides-brunnea ingår i släktet Nymphalis och familjen praktfjärilar. Inga underarter finns listade i Catalogue of Life.